# بیدواران کرم‌کیسه

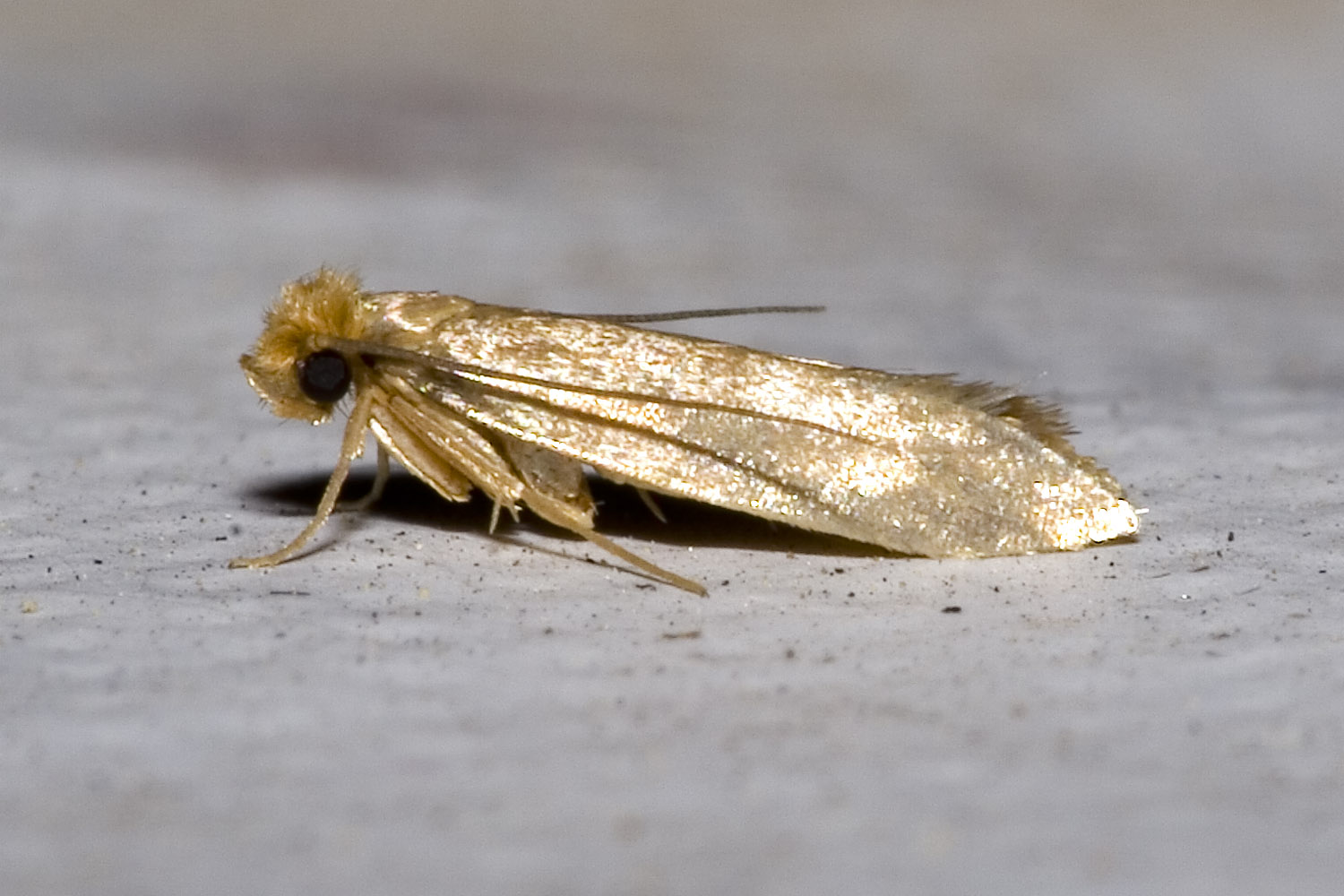
شب‌پره لباس راستین (Tineola bisselliella)

بیدواران کرم‌کیسه (به لاتین: Tineoidea)، بالاخانواده دوروزنه‌ای از شب‌پره‌ها است که شامل پروانه‌های لباس، کرم‌کیسه‌ای و خویشاوندان می‌شود. معمولاً شش خانواده در آن وجود دارد، Eriocottidae، توری‌بیدان گرمسیری، Lypusidae، شاپرکان نقب‌زن، شاپرکان قارچ‌خوار و شاپرکان کرم‌کیسه‌ای، که روابط آنها در حال حاضر نامشخص است.
برخی از نویسندگان Tineoidea و تمام یا بخشی از برگ‌سای‌واران را ادغام می‌کنند. در این باره Tineoidea sensu stricto به یک سری از Tineiformes کاهش می‌یابد.